# Дмитров (місто)
Дми́тров (рос. Дмитров) — місто, адміністративний центр Дмитровського міського округу Московської області, Росія.

## Історія

### Центр удільного князівства
1154 р. у ростово-суздальського князя Юрія Довгорукого, який повертався з Києва при переправі через річку Яхрому біля поселення Велике Полюддя народився син названий пр хрещенні Дмитрієм. У пам'ять про цю подію він наказав на цьому місці закласти місто і перейменувати його в Дмитров.
1181 р. Чернігівський князь Святослав йде війною в Суздальську землю. На річці Веле (ймовірно біля села Кікіно) його зустріла дружина князя Всеволода (хр. Дмитрія) Юр'євича. Обидва війська не вступали в бій, однак злякавшись бездоріжжя Святослав повернув додому і на зворотньому шляху спалив Дмитров.

1238 р. Під час нападу військ Батия на Русь після падіння Володимира Дмитров зазнав жорстокого розграбування вчиненому військами ординського хана.

1302 р. За заповітом князя Переяславського і Дмитровського Івана Дмитровича князівство, а разом з ним і Дмитров відійшли до Москви.
1362 р. Великий князь Дмитро Донськой купивши Дмитров приєднав його до Москви.
1382 р. Дмитров розорений та спалений військами Тохтамиша

1401–1428 р. Дмитровом і землями править молодший брат московського князя Петро Дмитрович. У місті є княжий двір, чеканиться власна монета.
XV століття — Дмитров неодноразово то підпорядковувався Москві, то знову ставав центром удільного князівства

1509 р. Початок будівництва у Дмитровському кремлі кам'яного Успенського собору. У його будівництві бере участь відомий ростовський архітектор Георгій Борисов. Його будівництво було завершено у 1533 році.
Того ж 1533 року після розправи з дмитровським князем Юрієм Івановичем Дмитров остаточно перейшов у володіння Москви, офіційно ним володіє князь Іван Васильович Грозний. Однак торговельне значення Дмитрова при цьому збереглося.
21 червня 1547 року пожежа знищила значну частину Москви. Тимчасово до кремлівських будівель, які потерпіли від вогню були взяті ікони з дмитровських соборів та монастирів.
У середині XVI ст. Дмитров отримує значення головного торгового центру, чому сприяло його становище на річці Яхромі, яка пов'язана з басейном Волги. Через Дмитров з Новгородського Тихвина заморські товари йшли для передачі в Москву. Особливо місто славилось рибною торгівлею.
1569 року страчений з дружиною і дітьми Дмитровський князь Володимир Старицький — двоюрідний брат царя Івана IV Грозного. Дмитров назавжди відійшов до Москви, завершився 415-річний період його удільної історії.

### У складі Московської держави та Російської імперії

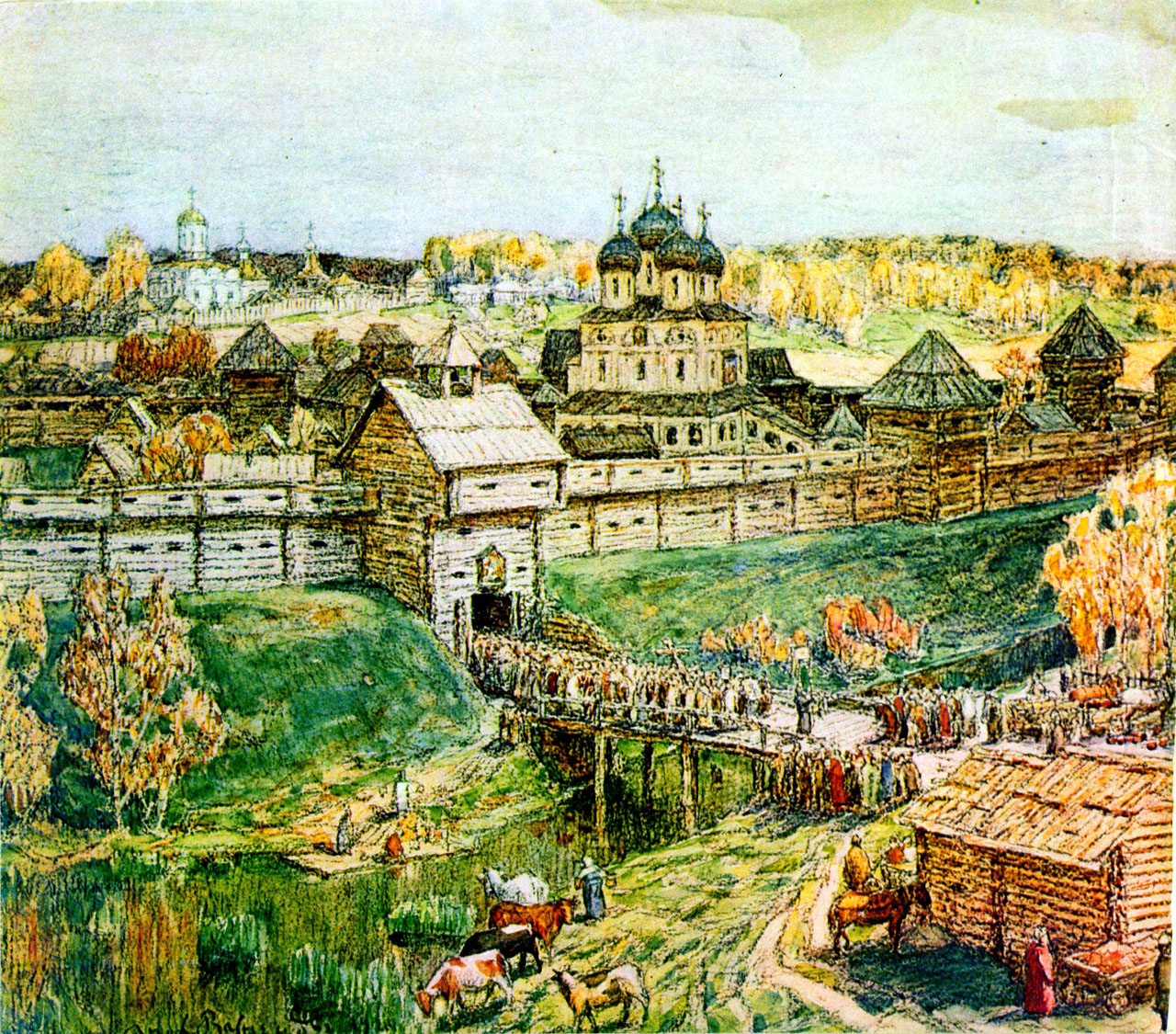
О.Васнецов. Дмитров у ХVІ столітті

1624 року внаслідок польської інтервенції на початку 17 століття Дмитров занепав. Обстеження, проведене у 1624 році показало, що в ньому залишилось 45 лавок, 6 харчевень, 3 пивниці, 200 порожніх розорених торгових місць, 99 порожніх дворів.
1646 р. За переписом в Дмитрові нараховується 129 дворів. Мешканці займаються виготовленням коліс, ковальством, столяркою, шевством, солодовництвом, обробкою овчин, торгівлею сіллю, ювелірною справою, є державні мулярі.
1689 р. У ніч на 8 серпня внаслідок третього стрілецького бунту Петро І разом з Меньшиковим тікають у Троїце-Сергієв монастир де збираються вірні Петру полки. А вже 12 вересня 1690 року бунт було подавлено, царицю Софію ув'язнено в Новодівичий монастир.

1702 року з'явився царський указ яким було наказано «для скорых посылок его, великого государя дел, от Москвы до Олонецка поставить почту тотчас прямою дорогою через Дмитров, Кашин, Устюжну, Тихвин…» "…стоять в тех местах ямщикам, где есть строенные ямы (станції на старих дорогах) «…а ведать тое почту генералу Александру Даниловичу Меньшикову».
1714 р. За переписом в Дмитрові числиться 6 слобод (П'ятницька, Спаська, Березовська, Микитська, Васильєвська, Ільїнська) та 202 подвір'я посадських людей.
1761 р. Перепис населення засвідчив що в Дмитрові живе 1206 купців яким належить 461 подвір'я. Дмитровські купці торгували хлібом, продуктами, яблуками, міщани вирощували цибулю, часник, капусту, огірки, м'яту. Розвинуті кравецька, шевська, рукавична, ковальська справи. Крім купців у Дмитрові та повіті проживає різночинців, селян та дворових людей чоловічої статі 40520 чоловік.
1781 року Дмитров став повітовим містом Московської губернії. У ньому живуть 9298 людей, міських доходів надійшло 26339 руб. У місті є повітове училище, три парафіяльних училища, лікарня, притулок, 8 церков, монастир, суконна фабрика, три фарбувальні, іграшкова, саф'янова, шкірна фабрика, свічний завод.

1812 року у Дмитрові відбувся дворянський з'їзд на якому було прийнято рішення формувати ополчення для відсічі Наполеону.
1843 року за периписом в Дмитрові числиться 519 будинків, 14 фабрик, 52 магазини, 2 трактири, 7 корчм, мешканціх обох статей 3750 чоловік.

### ХХ століття
1900 року відкрився рух по Савелівській залізниці, Дмитров став центром місцевого залізничного сполучення. На річці Яхромі власники Покровської мануфактури побудували першу в повіті електростанцію.
1901 року археологом Я. І. Смирновим відкрито Синьківське городище, яке дає уявлення про життя давньофінських племен в середині першого тисячоліття нашої ери.
1917 року в ніч з 3 на 4 листопада червоноармійський загін Бутирського району Москви під керівництвом Торгованова, загони з Ікші та Яхроми заняли вокзал, пошту, телеграф та приміщення повітової міліції.
1 червня 1932 року створено Дмитровлаг через який протягом 1932–1937 рр пройшло від 600 тисяч до 1 млн. 200 тисяч ув'язнених. Того ж року на північній околиці міста почалось будівництво механічного заводу Дмитлагу (потім ДЗФС).
1937 року 17 квітня було заповнено водою канал Москва-Волга. 1 травня у Дмитров прибула перша флотилія кораблів з Волги.
1941 рік ІІ Світова війна безпосередньо зачепила Дмитров — німецька авіація бомбардувала місто, були жертви серед мирного населення.

## Населення
Населення — 61305 осіб (2010; 62219 у 2002).

## Господарство

### Промисловість
Дмитров є важливим центром промисловості Московської області. Зокрема тут працюють такі підприємства: ВАТ «Дмитровський дослідний завод алюмінієвої консервної стрічки», ВАТ «Дмитровський завод фрезерних верстатів», ДП «Дмитровський екскаваторний завод»

### Освіта
У Дмитрові розташовано ряд філій вищих навчальних закладів. Зокрема тут міститься Дмитровська філія Російського державного торгово-економічного університету, Дмитровська філія Російської міжнародної академії туризму, Дмитровська філія Сучасної гуманітарної академії, Московська державна академія комунального господарства і будівництва (Дмитровська філія)
, Московський державний університет приладобудування та інформатики (Дмитровська філія), Російський державний гуманітарний університет (Дмитровська філія), Сергієво-Посадський гуманітарний інститут (Дмитровська філія)

## Туризм у Дмитрові
Завдяки багатій історії та унікальним природним та географічним особливостям Дмитров є важливим центром туризму в Московській області. Завдяки рельєфу Клинсько-Дмитровської гряди, яка зберігає сніг до травня місто та його околиці стали центром розвитку зимових видів спорту. Зокрема тут навіть створено ряд гірськолижних курортів.

### Пам'ятки історії та архітектури

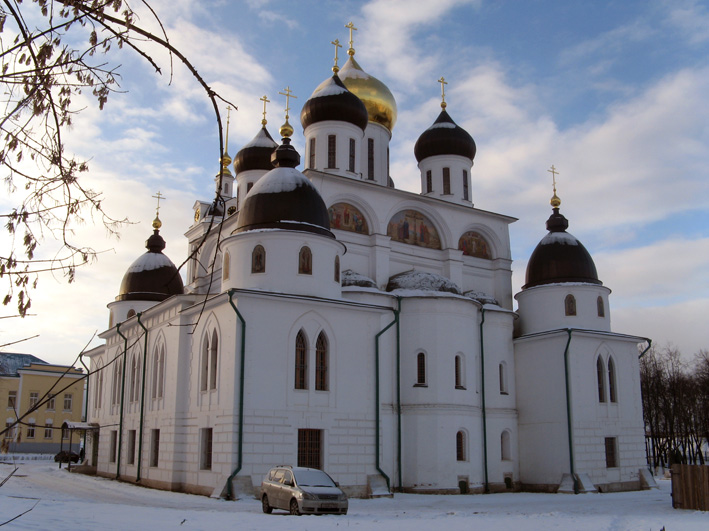
Успенський собор

Дмитров є багатий на пам'ятки історії та архітектури — на території міського поселення їх зареєстровано 40. Найважливішими з них є Дмитровський кремль з валом домонгольського періоду довжиною 1 кілометр, висотою 15 метрів. У його центрі знаходиться Успенський кафедральний собор 1509–1533 рр.,
Борисоглібський монастир збудований засновником міста князем Юрієм Долгоруким у XII століття, однак його будівля відома з 1462 року, Спасо-Влахернський монастир, Миколо-Пешношський монастир заснований учнем Сергія Радонезького Мефодієм у 1361 році на правому боці річки Яхроми який розписував Андрій Рубльов.
Також тут є ряд будов у стилі бароко: Казанська церква (1735), Введенська церква в Заріччі (1766) з багатоярусною дзвіницею (1786, 1832), Троїцько-Тихвинська церква (1794–1801).

За останні роки у місті встановленло ряд цікавих пам'ятників, серед них засновнику міста князю Юрію Довгорукому, Петру Кропоткіну, рівноапостольним Кирилу і Мефодію, святим великомученикам Борису і Глібу, небесному покровителю міста — Дмитру Солунському, стела «Місто військової слави» а також чимало скульптурних композицій.

### Музеї, галереї

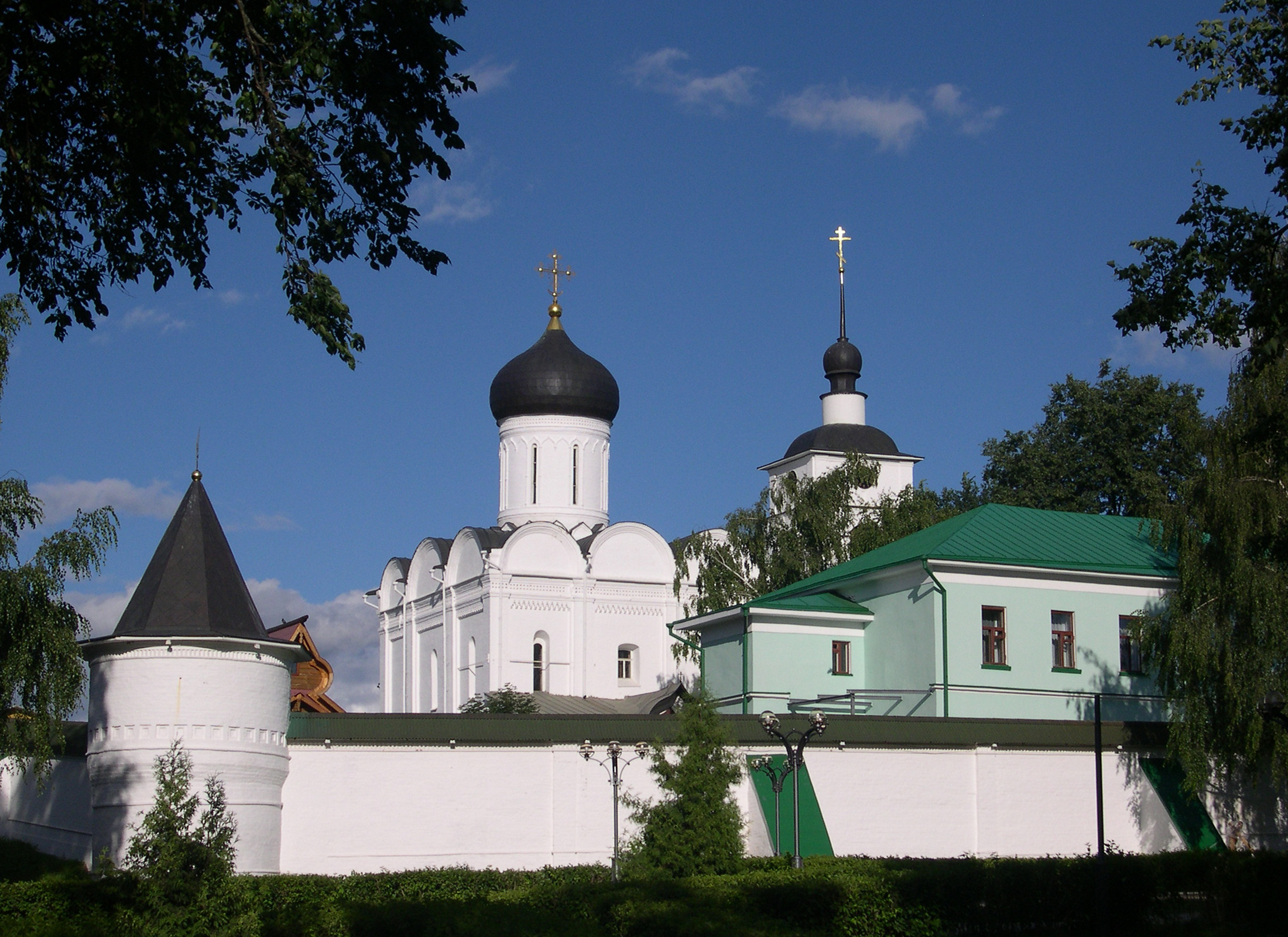
Борисоглібський монастир

У Дмитрові є ряд цікавих музеїв, однак найважливішим з них є музей-заповідник «Дмитровський кремль»

## Відомі люди
- Фоміна Маргарита Михайлівна (*1988) — російська керлінгістка, заслужений майстер спорту Росії (2013), триразова чемпіонка Європи, учасниця зимових Олімпійських ігор 2010 і 2014 років, 5-разова чемпіонка Росії.

## Міста-побратими
- Піла (Польща) 2005 р.
- Битом (Польща) 2005 р.
- Резекне (Латвія) 2004 р.
- Озимо (Італія) 2006 р.
- Піцунда (Грузія) 2010 р.

## Галерея

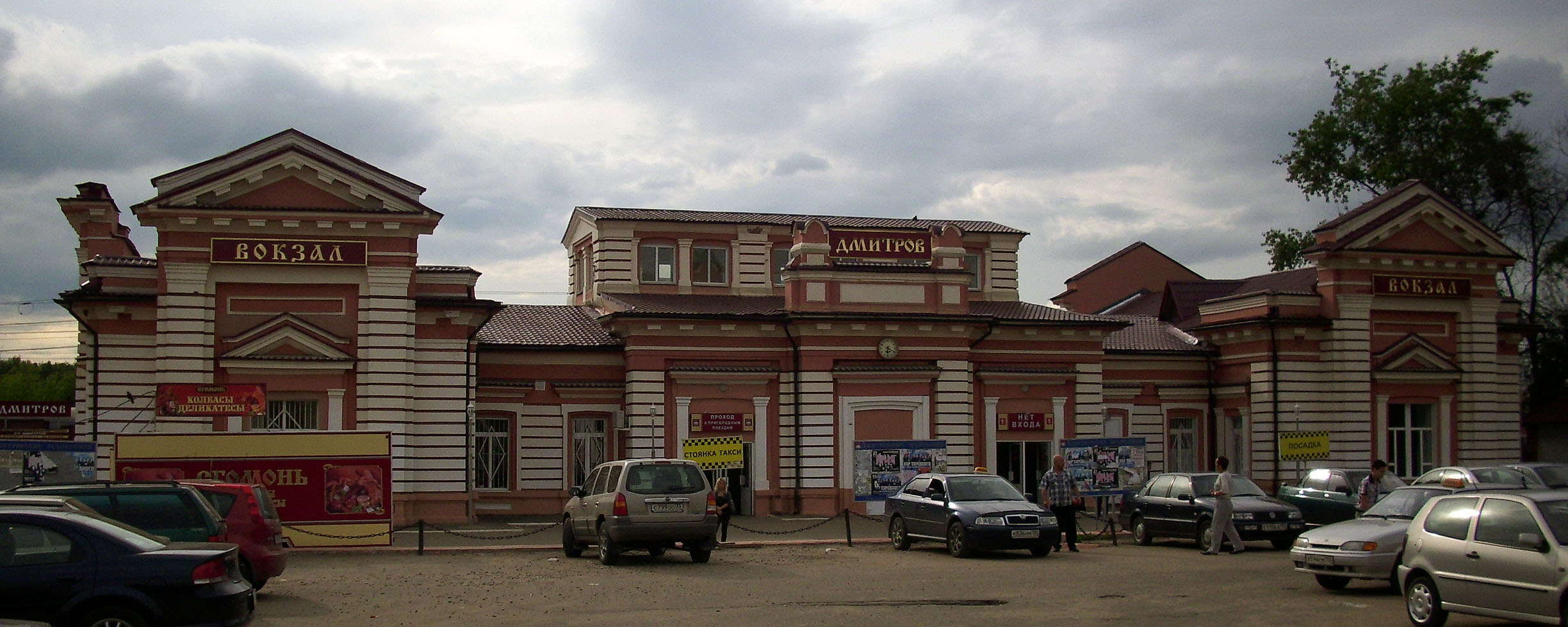
Залізничний вокзал
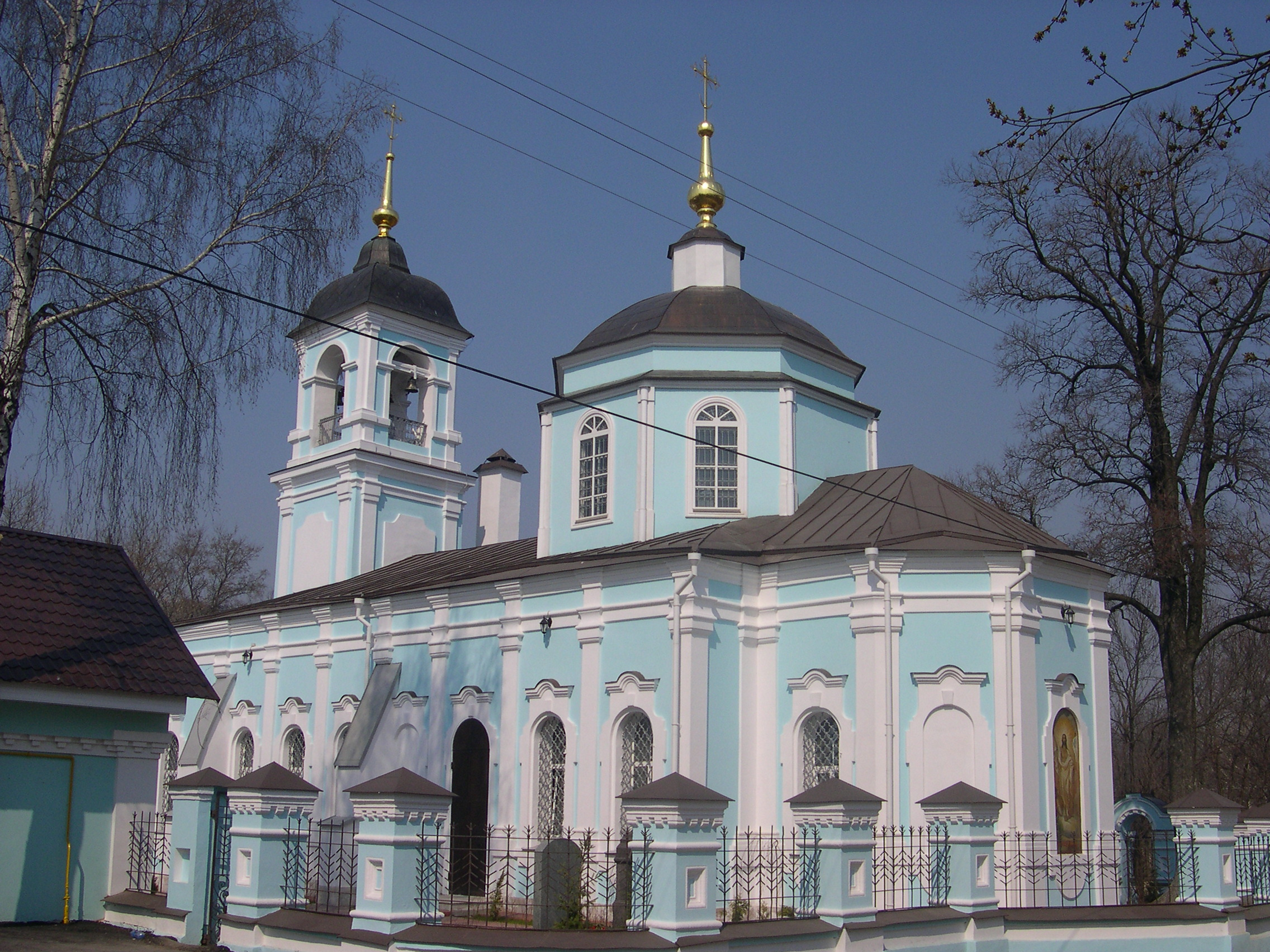
Казанська церква
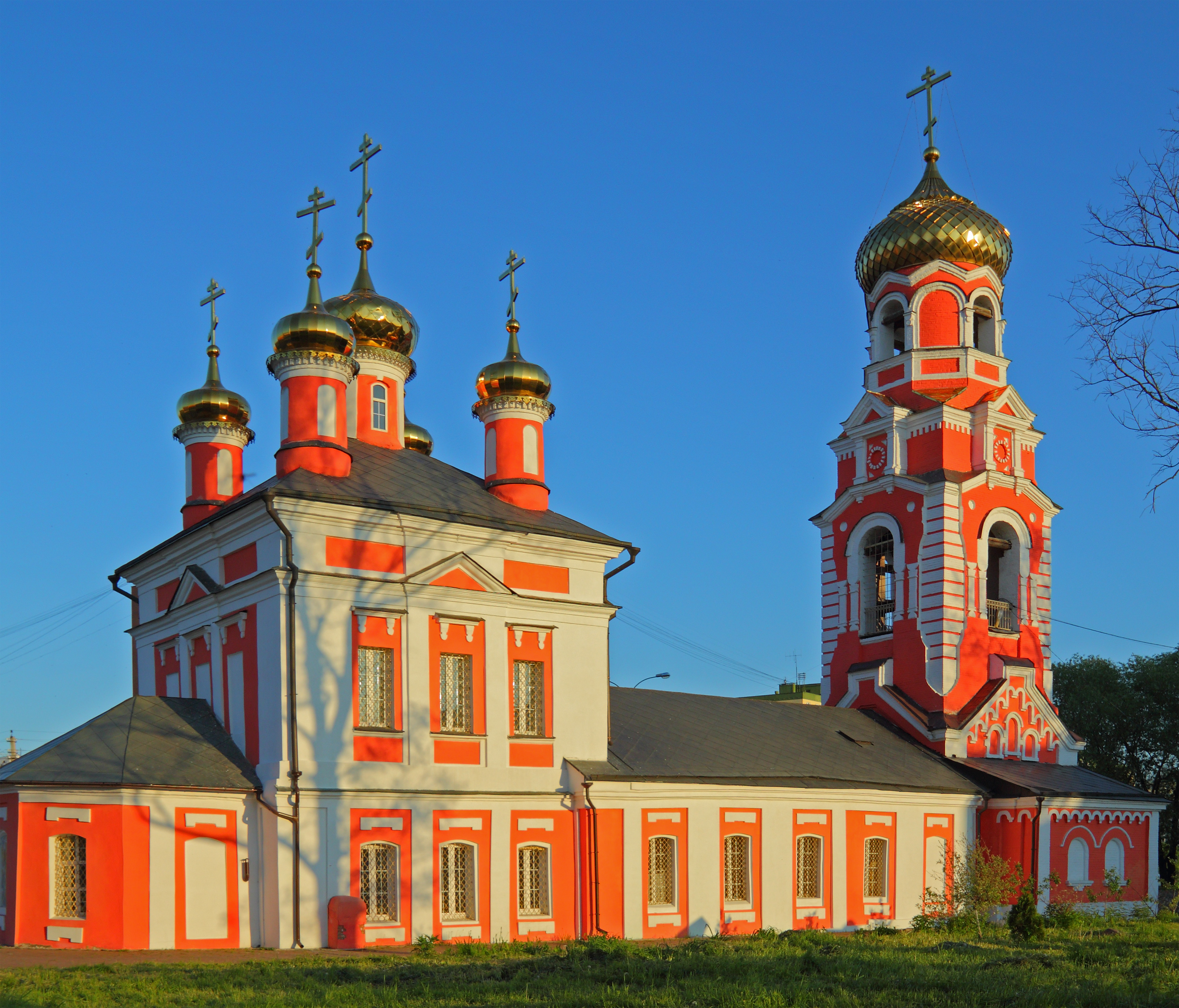
Стрітенська церква
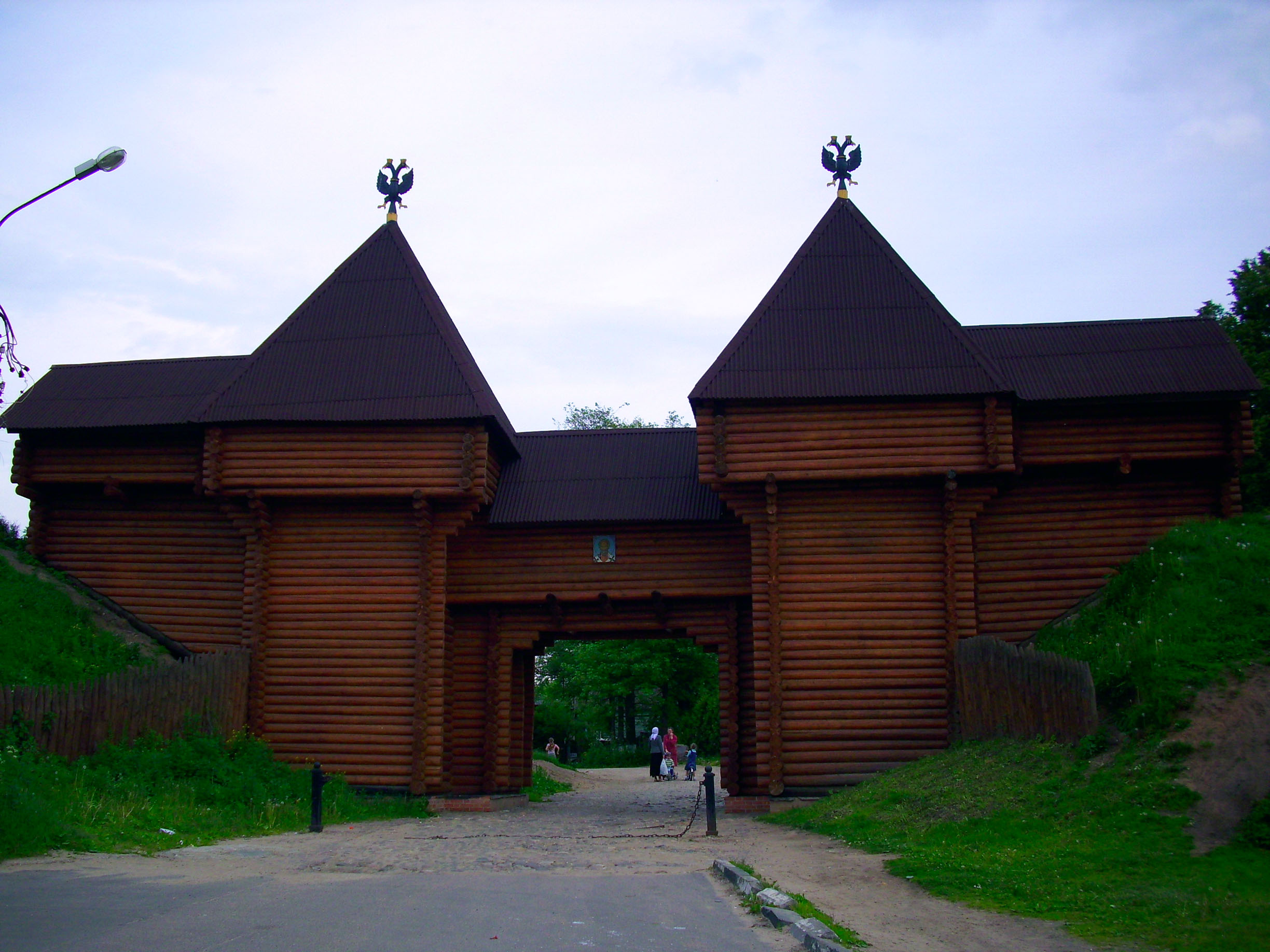
Микольські ворота Дмитровського кремля
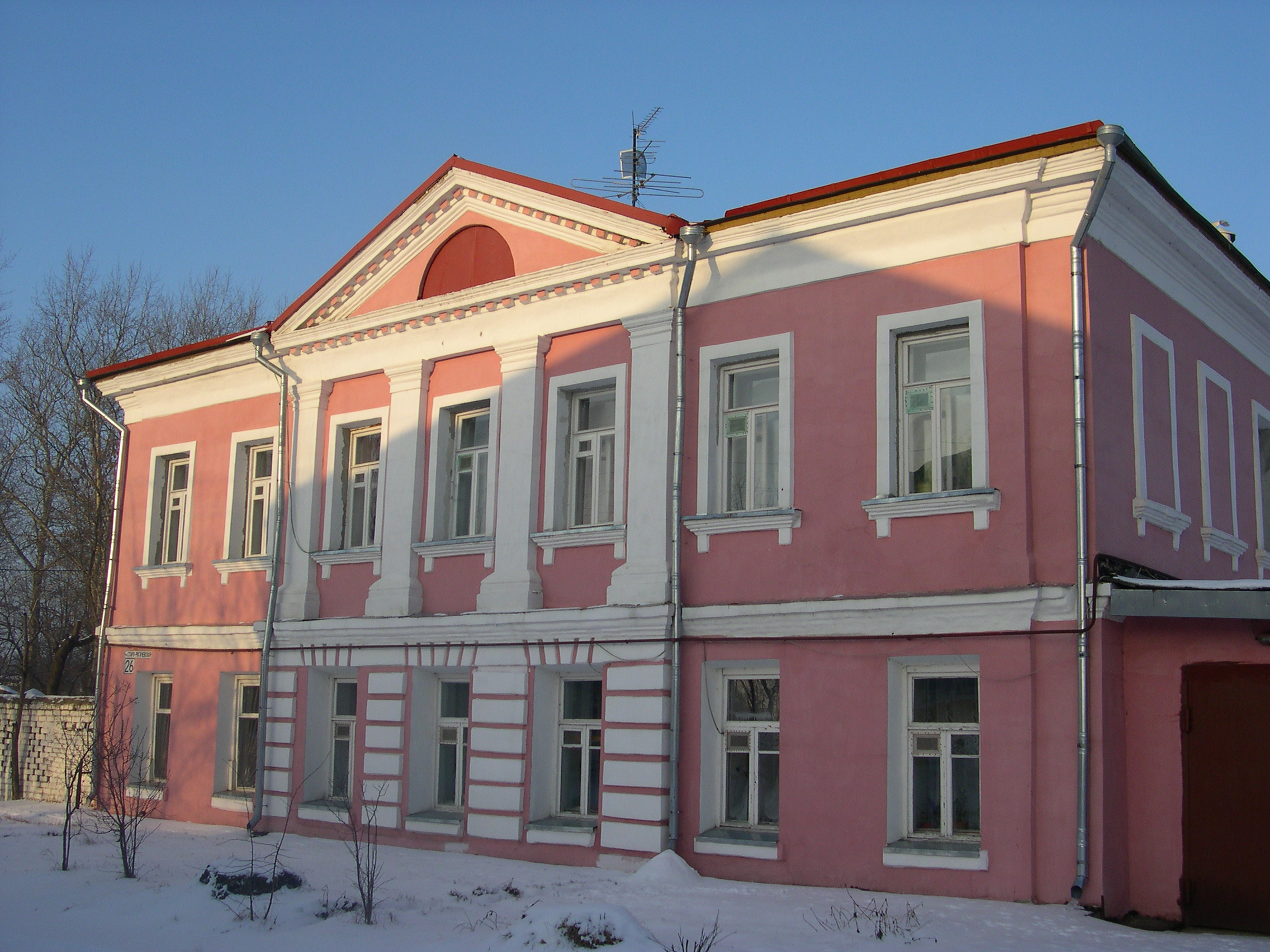
Притулок І.А.Тугаринова
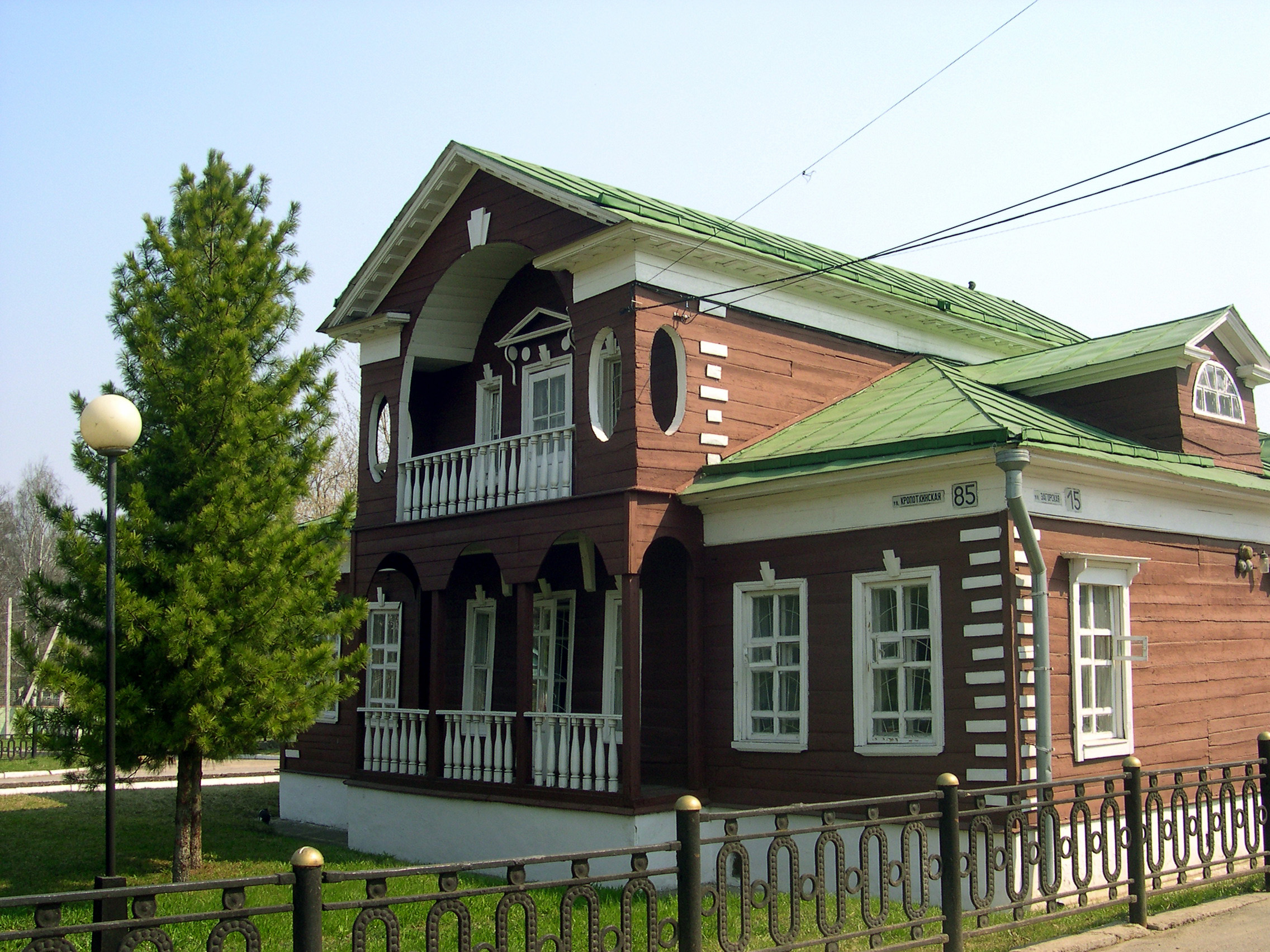
Дім Клятових